# جیمز سوم
جیمز سوم (به انگلیسی: James III) (زادهٔ ۱۴۵۲ – درگذشتهٔ ۱۴۸۸) پادشاه اسکاتلند از ۱۴۶۰ تا هنگام مرگش در ۱۴۸۸ بود. او پادشاهی ضعیف بود که نتوانست یک حکومت مرکزی قدرتمند را ایجاد کند و در طی شورشی در ساچیبرن به قتل رسید.

## زندگی‌نامه

### پادشاهی
جیمز سوم فرزند شاه جیمز دوم اسکاتلند بود که پس از کشته شدن پدرش در ۱۴۶۰ تاج پادشاهی را در سن ۸ سالگی بر سر گذاشت. از آنجا که او هنوز خردسال بود در ابتدا مادرش ماری گلدرس ادارهٔ امور کشور را در دست گرفت. اما ماری سه سال بعد در ۱۴۶۳ درگذشت و پس از او جیمز کندی، اسقف سنت اندرو عهده‌دار انجام این کار شد. با مرگ اسقف در ۱۴۶۵ گروهی از نجبا به سرکردگی خاندان بوید از کیلمارناک قدرت را در دست گرفتند و اختیارات پادشاه را در ۱۴۶۶ غصب نمودند. اما در ۱۴۶۹ سرانجام جیمز توانست خاندان بوید را برکنار ساخته و خود قدرت را در دست گیرد. با این وجود او برخلاف پدرش نتوانست یک حکومت مرکزی قدرتمند را پس از سال‌ها تحت قیمومیت بودن به‌وجود آورد.

### درگیری با نجیب‌زادگان و انگلستان
جیمز علاقه‌مند به هنر بود و هنرمندان زیادی رادور خود گردآورده و آنان را سوگلی خود ساخته بود که این موضوع باعث رنجش نجیب‌زادگان شد. جیمز در ۱۴۷۹ برادرانش الکساندر، دوک آلبانی و جان، ارل مار را به اتهام خیانت دستگیر نمود. اما الکساندر توانست به انگلستان بگریزد و در ۱۴۸۲ نیروهای انگلیسی وارد اسکاتلند شده جیمز را مجبور به بازگرداندن دوک آلبانی به مقامش کردند. این اتفاق خشم نجبای اسکات را برانگیخت و آنان سوگلی‌های شاه را به دار آویختند. با این حال قدرت جیمز سوم تا مارس ۱۴۸۳ تا آن حد افزایش یافت که توانست دوک آلبانی را بیرون کند هرچند قدرتش باز هم آن قدر نبود که بتواند شورش‌هایی را که دیگر از حمایت انگلستان برخوردار نبودند را هم فرونشاند.

### شورش‌های داخلی و مرگ
در ۱۴۸۸ دو خاندان قدرتمند مرزنشین هوم و هپبورن سر به شورش برداشتند و توانستند پسر ۱۵ سالهٔ جیمز سوم را که بعدتر با عنوان شاه جیمز چهارم اسکاتلند تاجگذاری کرد را به سوی خود بکشانند. جیمز سوم در نبرد ساچیبرن که در ۱۱ ژوئن همان سال در نزدیکی استرلینگ روی داد از نیروهای شورشی شکست خورده و کشته شد.